# F-Zero 2: Grand Prix
 (mars 2019).
Si vous disposez d'ouvrages ou d'articles de référence ou si vous connaissez des sites web de qualité traitant du thème abordé ici, merci de compléter l'article en donnant les références utiles à sa vérifiabilité et en les liant à la section « Notes et références ».
F-Zero 2: Grand-Prix est un jeu vidéo de course futuriste sorti développé et édité par Nintendo pour le Satellaview, une extension de la Super Famicom. Il est sorti uniquement au Japon en 1997.

## Système de jeu
Le joueur doit toujours terminer dans les trois premiers, en évitant de toucher au maximum les barrières ou encore les autres concurrents, pour ne pas endommager le vaisseau. Si le vaisseau est trop abîmé, le joueur peut le réparer grâce à des bandes à certains endroits du circuit. La partie est terminée si le bouclier est complètement épuisé, si le joueur fonce dans le vide, ou s'il ne rentre pas dans le classement à l'un des tours.

## À propos du jeu
BS F-Zero 2 n'est en réalité pas vraiment une suite de F-Zero, mais une extension. La musique, les graphismes et même les menus sont exactement les mêmes que dans F-Zero.
Le jeu est en fait sorti sur Satellaview, une extension de la Super Famicom créée par Bandai et Nintendo. Les jeux ont été envoyés par satellite sur le support, à certaines dates bien précises.
L'émulation sur ordinateur et autres consoles de jeux a permis aux joueurs du monde entier de se mesurer à BS F-Zero 2.

## Les vaisseaux
Ils sont au nombre de quatre avec chacun une accélération, une prise de virage, un blindage et une vitesse de pointe différents.
Les vaisseaux sont tous nouveaux, et possèdent des caractéristiques différentes de celles des vaisseaux de F-Zero. À la différence du volet précédent, les pilotes sont inconnus.
- Blue Thunder : la meilleure machine, trop sans doute, puisqu'elle n'a quasiment aucun défaut. Sa vitesse de pointe atteint rapidement des sommets. C'est le meilleur choix pour les débutants.
- Luna Bomber : un vaisseau extrêmement lourd, étonnamment fragile et peu maniable, son seul avantage est sa vitesse de pointe légèrement supérieure à celle du Blue Thunder… à condition de maîtriser l'engin.
- Green Amazone : le moins rapide, mais une très grande accélération. Le Green Amazone dérape facilement, ce qui en fait une machine pour experts.
- Fire Scorpion : un vaisseau lourd, moyennement rapide, peu nerveux mais maniable.

## Les pistes
BS F-Zero 2 ne compte qu'une coupe, comprenant 5 courses : la Ace League.
- Mute City IV
- Big Blue II
- Sand Storm I
- Silence II
- Sand Storm II